# 陳國麟 (藝人)
陳國麟（英語：Chan Kwok Lun Doniven，1985年6月5日—），香港電視節目男主持，2020年參加無綫電視舉辦的《衝上雲霄大選》，隨後成為無綫電視經理人合約藝員。2022年加入J2台, 是22位J2ers之一。

## 簡歷
陳國麟未入行前, 是一位有13年資歷的機艙事務長, 後來透過參加《衝上雲霄大選》加入TVB。

## 感情方面
現任女友為張沛樂。

## 演出作品

### 電視劇（無綫電視）
- 2023年：《隱形戰隊》 飾 林亮星
- 2023年：《隱門》 飾 Paul

### 電視節目（無綫電視J2台）
- 2021年：《世界轉運攻略》主持
- 2022年：《開壇》主持
- 2022年：《Blah Blah BLAH 試新室!!》主持
- 2022年：《搵鬼同你瞓》主持
- 2022年：《即刻食好西》主持
- 2023年：《不正常愛情研究所》主持[4]
- 2023年：《我要瞓鬥》參賽者（與廖慧儀同組）

### 電視節目（無綫電視TVB Plus）
- 2024年：《動物森友島》主持

## 外部連結
- 陳國麟的Instagram帳戶
- 《衝上雲霄大選》入圍參賽者檔案 （页面存档备份，存于）